# Tschornobajiwka (Cherson)
Tschornobajiwka (ukrainisch Чорнобаївка; russisch Чернобаевка Tschernobajewka) ist ein Dorf im Westen der ukrainischen Oblast Cherson mit etwa 9200 Einwohnern.

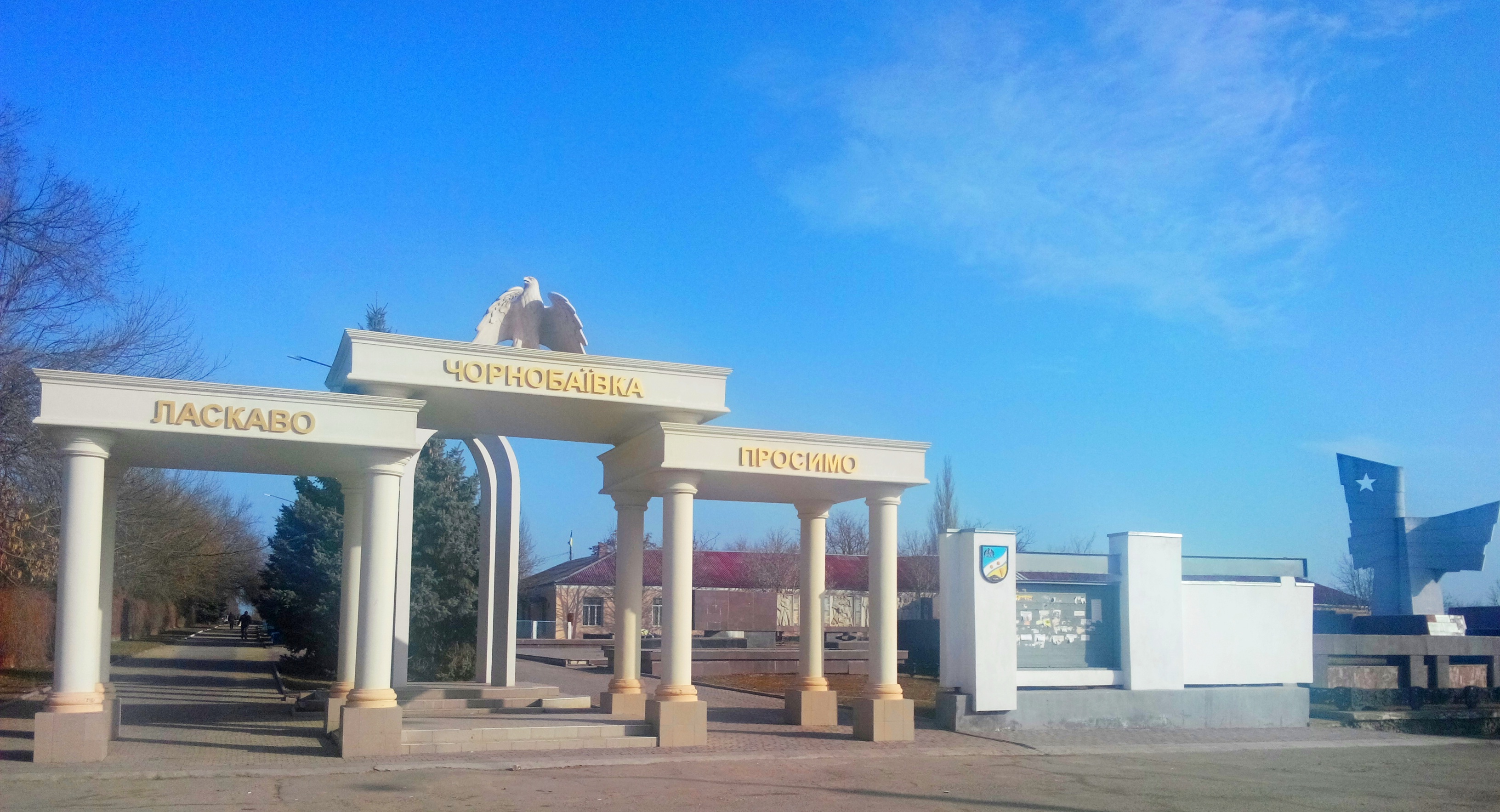
Zentrum des Dorfes

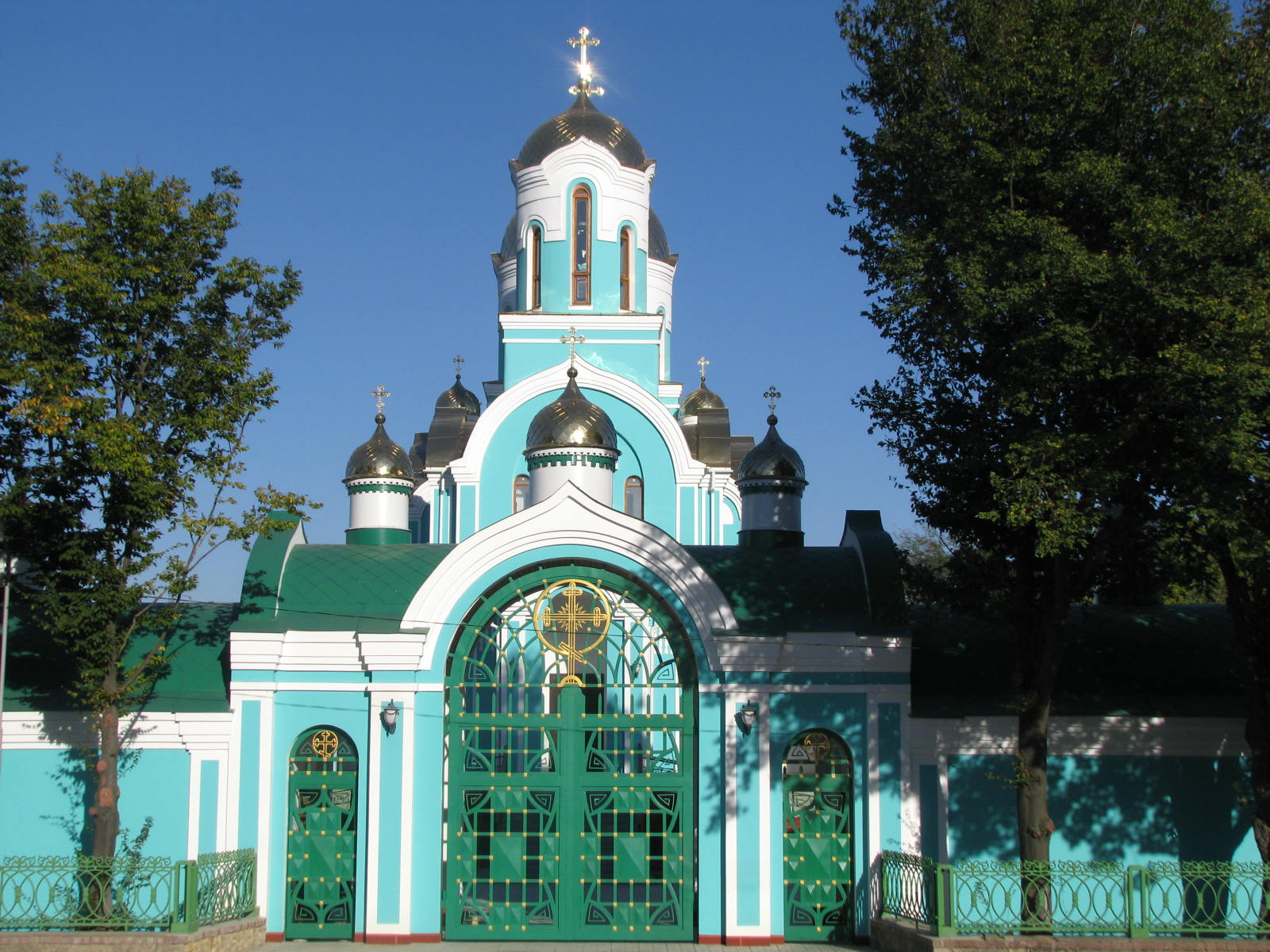
Kirche „Unserer lieben Frau von Kazan“

## Geschichte
Tschornobajiwka, das zu den bevölkerungsreichsten Dörfern der Ukraine gehört, wurde in den 1780er Jahren gegründet. Das heutige Dorf entstand 1923 durch den Zusammenschluss der Dörfer Tschornobajiwka und Hussakiwka.
Im Rahmen des Russischen Überfalls auf die Ukraine 2022 wurde der Ort Anfang März 2022 durch russische Truppen besetzt und er errang Bekanntheit, weil russische Truppen nach ukrainischer Darstellung am im Ortsgebiet liegenden Flugplatz Cherson insgesamt 15 Mal Militärtechnik stationierten, die wiederholt von den ukrainischen Streitkräften zerstört worden ist. Staatspräsident Wolodymyr Selenskyj erklärte, der Name des Dorfes würde in die Militärgeschichte eingehen.

## Geographie
Das Dorf liegt im Westen des zur Stadt Cherson zählenden Dorfes Stepaniwka und im Osten vom Flughafen Cherson am Ufer der Wirowtschyna, einem 115 km langen Zufluss des Dnepr-Mündungsarmes Koschowa.
Tschornobajiwka besitzt eine Bahnstation an der Bahnstrecke zwischen Cherson und Mykolajiw. Durch die Ortschaft verläuft die Fernstraße M 14. Das ehemalige Rajonzentrum Biloserka liegt 17 km südwestlich von Tschornobajiwka.

## Verwaltungsgliederung
Am 12. Juni 2020 wurde das Dorf zum Zentrum der neugegründeten Landgemeinde Tschornobajiwka (ukrainisch Чорнобаївська сільська громада/Tschornobajiwska silska hromada), zu dieser zählen auch noch die 8 in der untenstehenden Tabelle aufgelistetenen Dörfer sowie die Ansiedlung Kopani, bis dahin bildete es zusammen mit dem Dorf Krutyj Jar die gleichnamige Landratsgemeinde Tschornobajiwka (Чорнобаївська сільська рада/Tschornobajiwska silska rada) im Zentrum des Rajons Biloserka.
Seit dem 17. Juli 2020 ist es ein Teil des Rajons Cherson.
Folgende Orte sind neben dem Hauptort Tschornobajiwka Teil der Gemeinde:
| Name                     | Name             | Name                                  |
| ukrainisch transkribiert | ukrainisch       | russisch                              |
| ------------------------ | ---------------- | ------------------------------------- |
| Barwinok                 | Барвінок         | Барвинок                              |
| Blahodatne               | Благодатне       | Благодатное (Blagodatnoje)            |
| Klapaja                  | Клапая           | Клапая                                |
| Kopani                   | Копані           | Копани                                |
| Krutyj Jar               | Крутий Яр        | Крутой Яр (Krutoi Jar)                |
| Kysseliwka               | Киселівка        | Киселёвка (Kisseljowka)               |
| Possad-Pokrowske         | Посад-Покровське | Посад-Покровское (Possad-Pokrowskoje) |
| Selenyj Haj              | Зелений Гай      | Зелёный Гай (Seljony Gai)             |
| Soldatske                | Солдатське       | Солдатское (Soldatskoje)              |

## Söhne und Töchter der Ortschaft
- Alexei Kiritschenko (1908–1975); sowjetischer und ukrainischer Politiker